# Cricket féminin

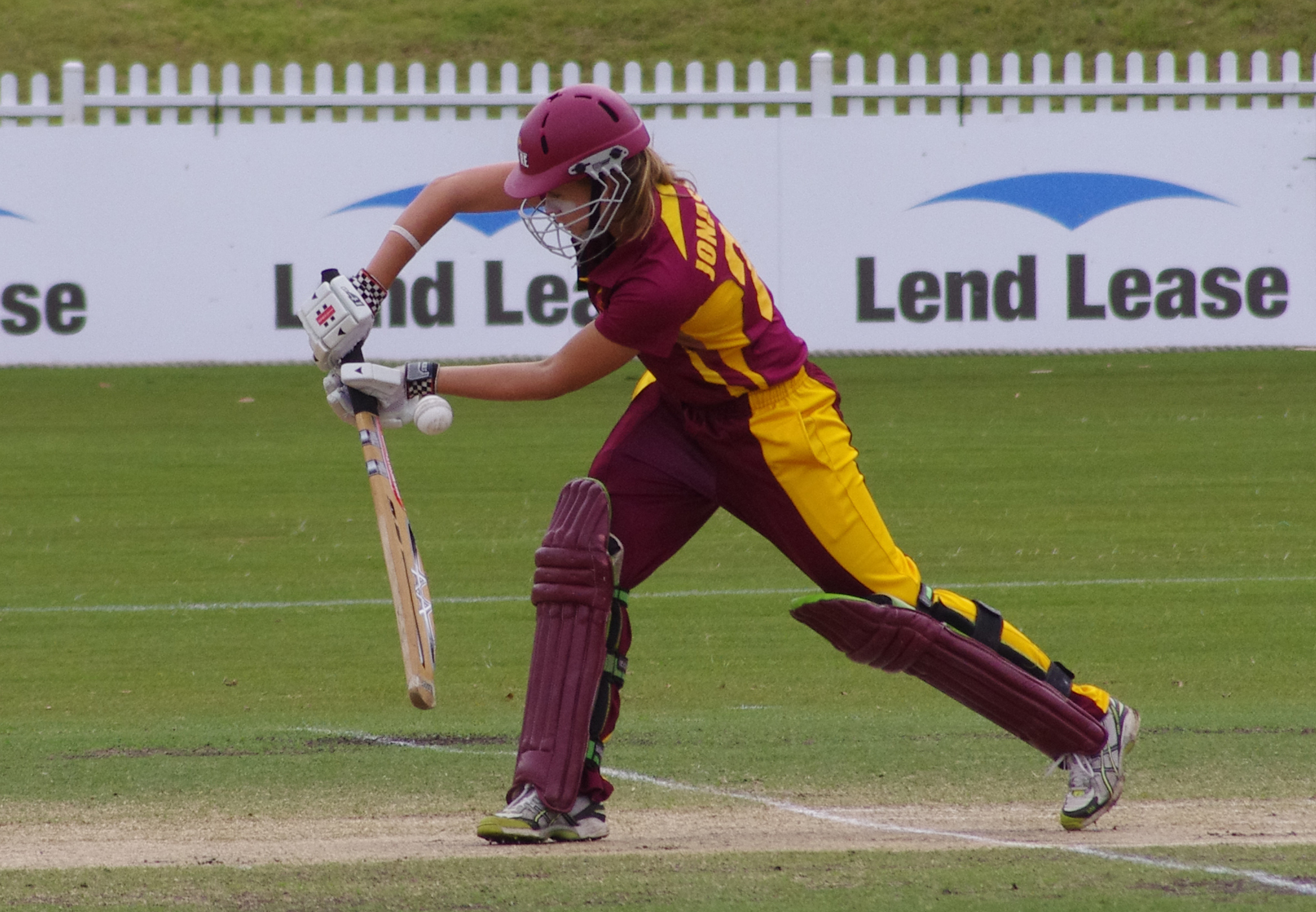
Une joueuse pendant une partie de cricket féminin.

Le cricket féminin désigne le cricket pratiqué par des femmes, discipline sportive qui relève du sport féminin.

## Histoire

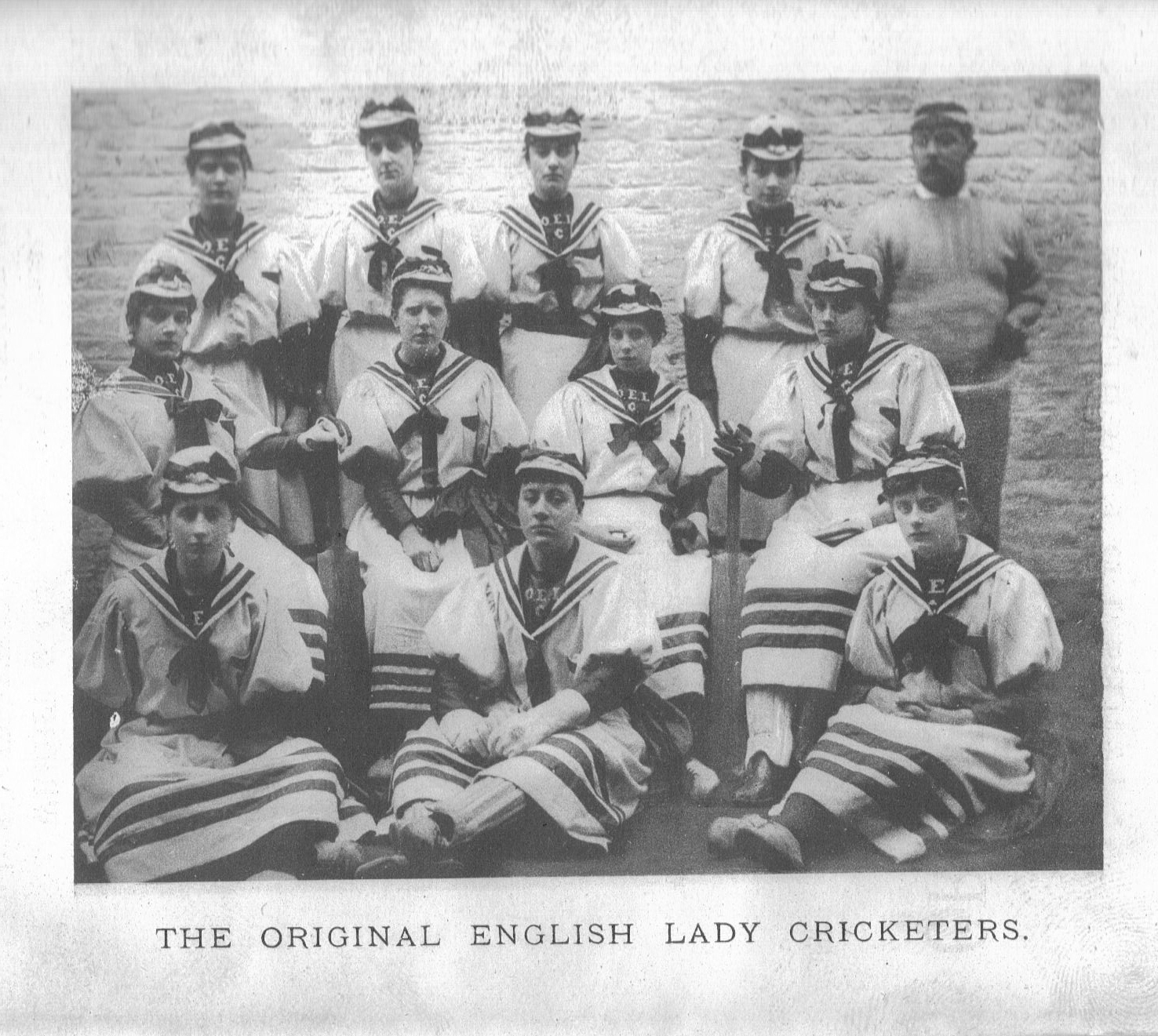
Équipe féminine de cricket en Angleterre en 1890

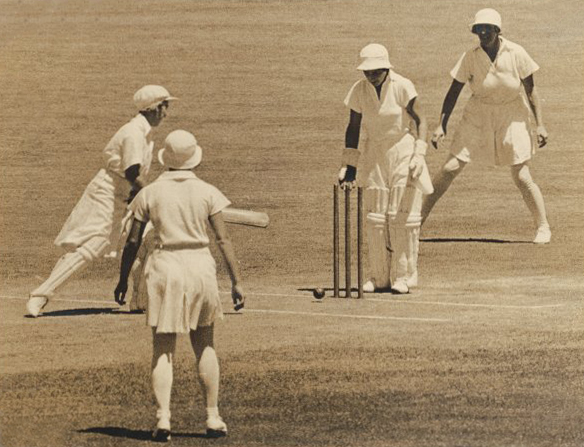
Match féminin de cricket entre les équipes d'Angleterre et d'Australie en 1935

- Histoire du cricket féminin (en)

### Débuts en Angleterre
La pratique du cricket par des femmes est mentionnée pour la première fois au milieu du XVIIIe siècle en Angleterre.
Il se développe progressivement tout au long du XIXe siècle. Le premier club féminin de cricket est fondé en 1887 à Nun Appleton.
La Women's Cricket Association est fondée en 1926.

### Débuts en Australie
Le cricket féminin se développe en Australie à la fin du XIXe siècle sous l'impulsion de Lily Poulett-Harris.

### Développement mondial
Au cours du XXe siècle, le cricket féminin est popularisé dans divers pays du monde. Le International Women's Cricket Council est fondé en 1958 pour coordonner son développement.

## Pratiques
Les principales formes de cricket féminin sont le Test cricket féminin (en), le One-day International féminin (en) et le Twenty20 international féminin (en).

## Compétitions
Les principales compétitions de cricket féminin sont la Coupe du monde féminine de cricket et le Championnat du monde de Twenty20 féminin.
D'autres compétitions internationales sont :
- le Women's County Championship en Europe
- la Women's National Cricket League en Australie
- la Coupe d'Asie de cricket féminin (en)
- le Championnat d'Afrique de cricket féminin (en)

## Équipes nationales

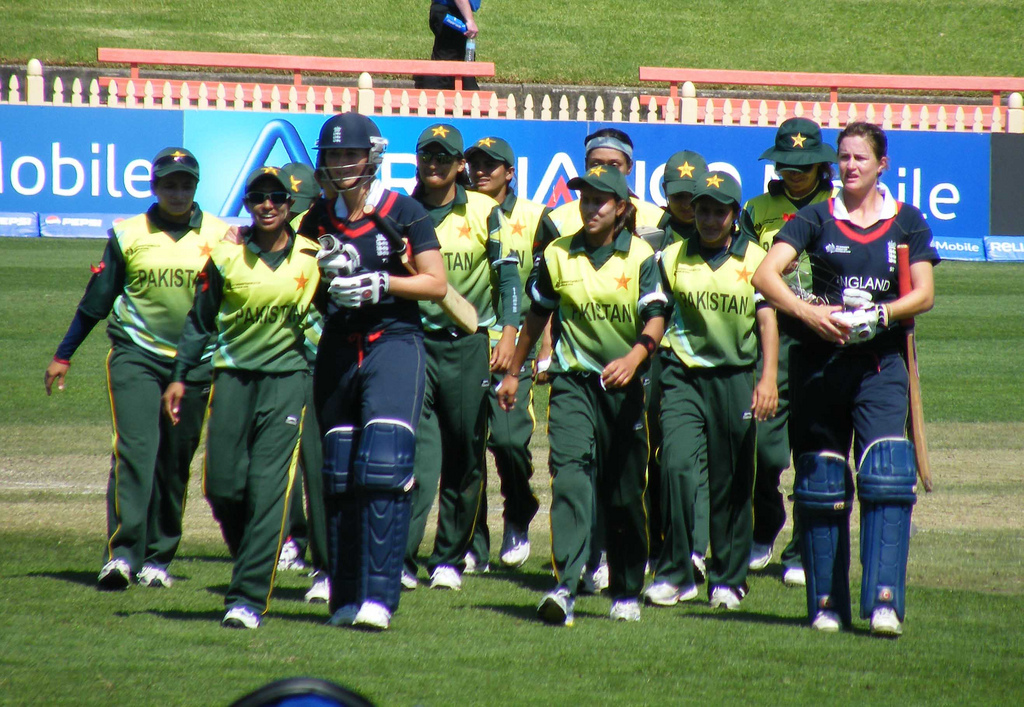
Équipe du Pakistan féminine de cricket en 2009

- Équipe d'Afrique du Sud féminine de cricket (en)
- Équipe d'Angleterre féminine de cricket (en)
- Équipe des Antilles féminine de cricket (en)
- Équipe d'Australie féminine de cricket
- Équipe du Bangladesh féminine de cricket (en)
- Équipe de France féminine de cricket
- Équipe d'Inde féminine de cricket (en)
- Équipe d'Irlande féminine de cricket (en)
- Équipe de Nouvelle-Zélande féminine de cricket (en)
- Équipe du Pakistan féminine de cricket (en)
- Équipe des Pays-Bas féminine de cricket (en)
- Équipe du Sri Lanka féminine de cricket (en)